# Antonzi
Antonzi (in croato Antonci) è una località della Croazia, insediamento del comune istriano di  Parenzo

## Storia
L'insediamento, situato sopra al fiume Quieto,  nasce nel XVII secolo,  quando le popolazioni dei Balcani erano in fuga dai Turchi. Successivamente il paese si sviluppa maggiormente sotto la Repubblica di Venezia e sotto il dominio asburgico. Dopo la prima guerra mondiale Antonozi fu annessa all'Italia. Dopo la seconda guerra mondiale passò alla Zona B del Territorio Libero di Trieste e poi alla Jugoslavia. In questo periodo alcuni gli italiani residenti a Antonzi dovettero scappare per sfuggire alla pulizia etnica messa in atto dai soldati del generale comunista Josip Broz Tito. Dopo la dissoluzione della Jugoslavia, la città nel 1991, entrò a far parte della Croazia.
I residenti oggigiorno praticano l'agricoltura (in particolare ulivi e viti), la caccia e la ricerca del tartufo.

## Società

### Evoluzione demografica
Nel 2001 c'erano 67 abitanti divisi in 26 nuclei familiari. 